# Tour Swiss Life
De Tour Swiss Life is een kantoorgebouw en wolkenkrabber in Lyon, La Part-Dieu.
Met een hoogte van 82 meter en met 21 verdiepingen heeft deze toren de bijzonderheid dat hij omgeven is door een kuil en zijn gelijkvloers bevindt op niveau -1, met de ingang via een loopbrug.